# 三德像
《三德像》（英语：Cardinal and Theological Virtues）是意大利文艺复兴全盛期大师拉斐尔创作的一幅湿壁画，位于梵蒂冈宗座宫殿内的拉斐尔房间机要室（Stanza della Segnatura）的南墙上，由教宗儒略二世订制，装饰他的私人房间。这些房间现在称为拉斐尔房间。在完成机要室西、北、东三面墙壁上的《圣礼的争辩》、《帕那苏斯山》和《雅典学院》三幅湿壁画之后，拉斐尔在1511年创作机要室的最后一幅湿壁画《三德像》。画中将三种枢德描绘成雕像般的女人，

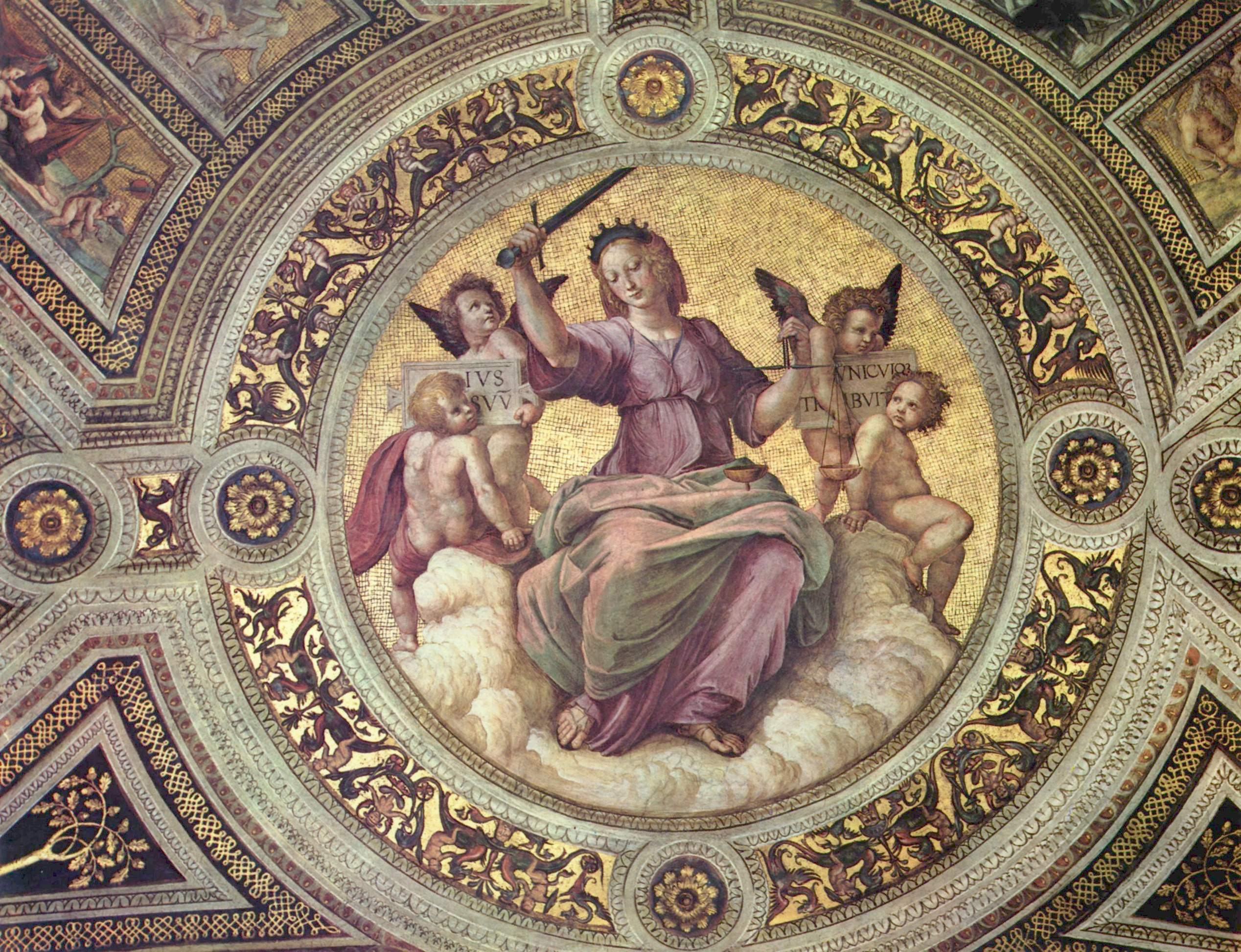
天花板上的义德

机要室的四面墙分别表现人类知识的四大领域：哲学（《雅典学院》）、宗教（《圣礼的争辩》）、诗歌（《帕那苏斯山》）和法律（《三德像》）。第四面墙所描绘的“美德”，既涉及世俗国家的民法，也涉及教会法。画面中描绘四枢德中的三种：勇德（勇气）、智德（明智）和节德（节制）。画面中还有五个天使，其中三个代表三超德：爱、望和信。
拉斐尔在左边画的是勇德。她身穿盔甲，用左手抚摸狮子，右手握着橡树的树苗。 橡树象征着力量，并暗示教宗儒略二世所属得德拉·羅韋雷家族。一个天使（代表爱）从橡树枝上收获橡子。勇德的坐姿，和她衣服上的褶皱，都直接模仿自米开朗基罗的摩西像。
坐在中间突出位置的是智德。在她的胸部是一个有翅膀的戈耳工像，抵御欺骗和欺诈。像雅努斯一样，她的头上有两张脸。一张年轻的女性面孔，照着镜子，这是对现在智慧和知识的寓言。反方向的是一张年老男性的面孔，代表以经验为前提，对过去进行正确的判断。 旁边是一个代表希望的天使，手持燃烧的火炬。
右边的是节德（节制）。她握着代表克制的腰带，旁边一个天使代表信仰，用右手指向天堂。
第四种枢德，义德（正义）并没有出现画面中，而是描绘在壁画正上方的天花板上，左手拿秤，右手持剑。义德被放在更加突出的地位，是因为柏拉图强调这第四种美德，能确保其他三种美德和谐地存在。
墙面下部的另两幅湿壁画也描绘了有关法律的场景。窗户左侧的湿壁画，由拉斐尔设计，但由他的工作室执笔，描绘查士丁尼一世从特里波尼亚努斯接受《民法大全》。窗户右侧的湿壁画，描绘教宗額我略九世（儒略二世的面孔）从佩尼亚福特的雷蒙德接受教会法法典。

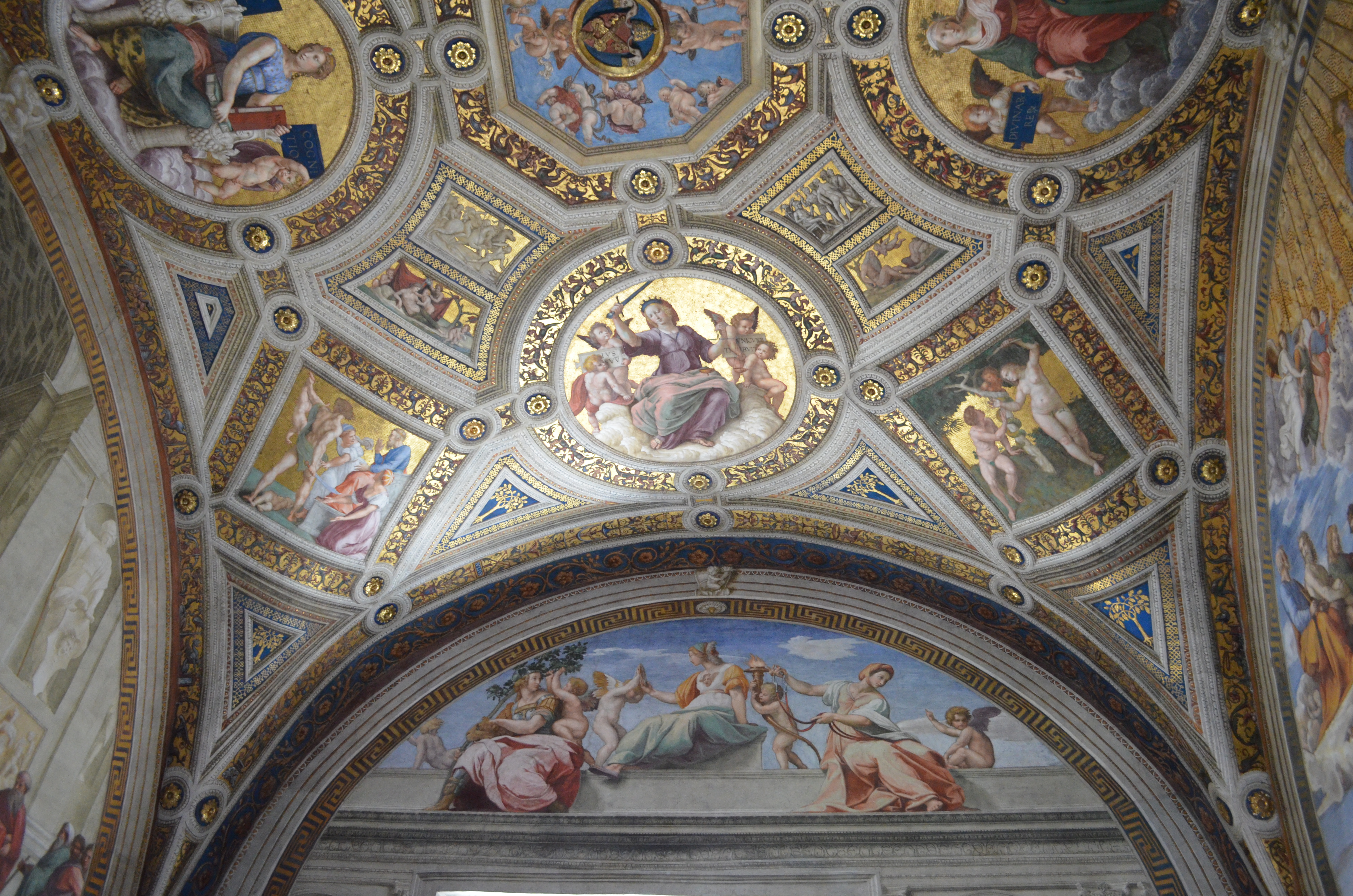
义德与下方的三德像
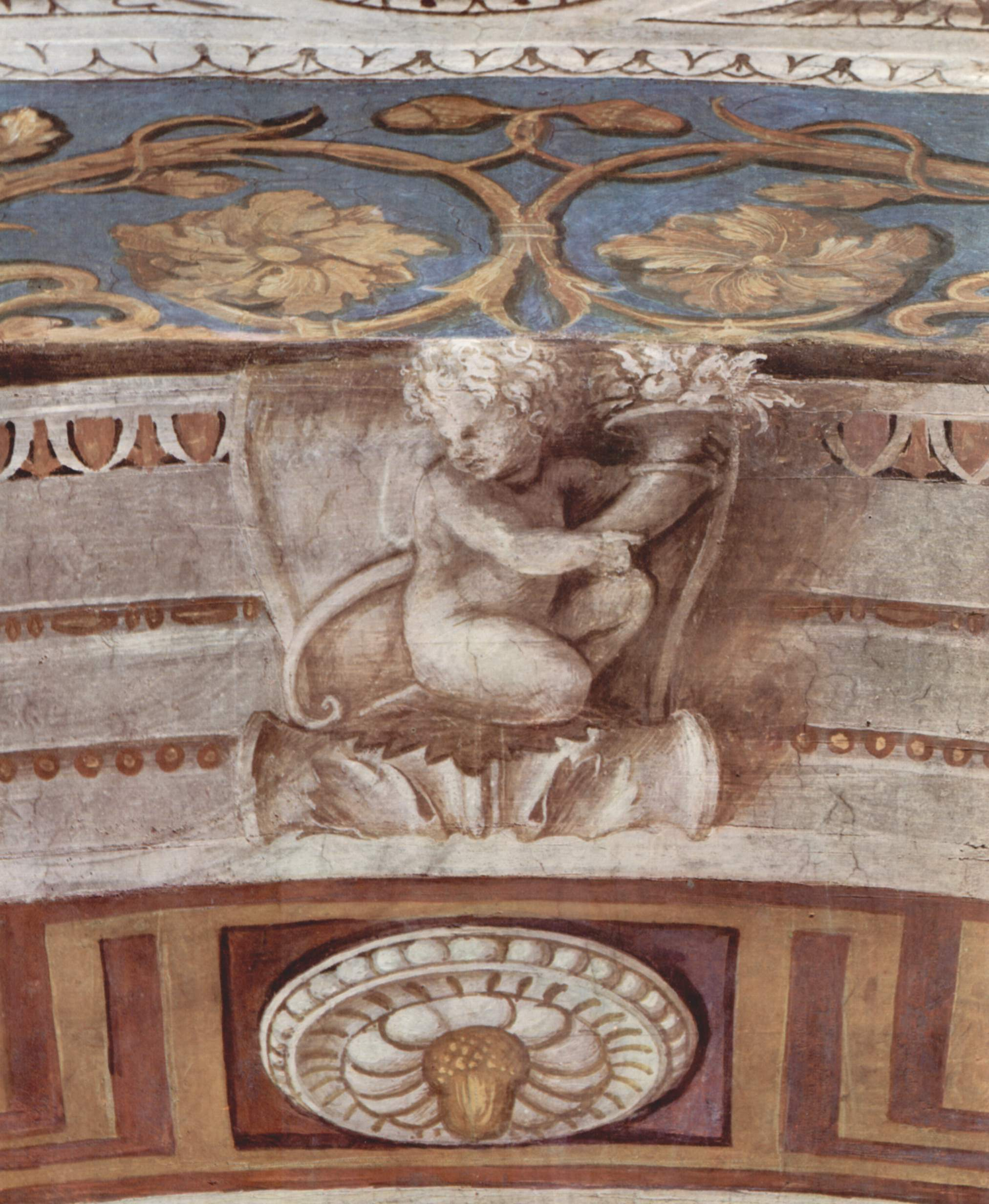
Detail of putto with a cornucopia
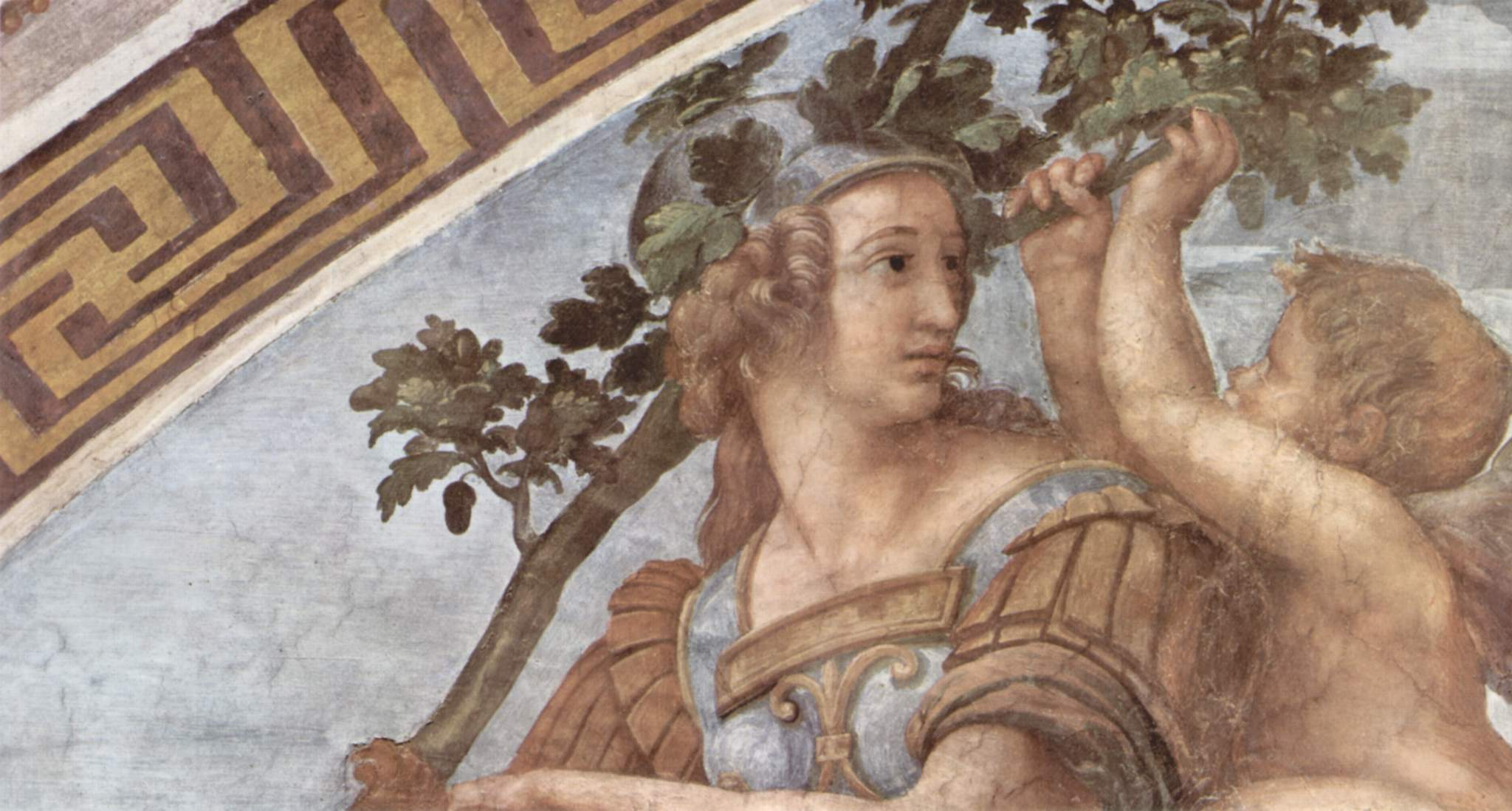
勇德
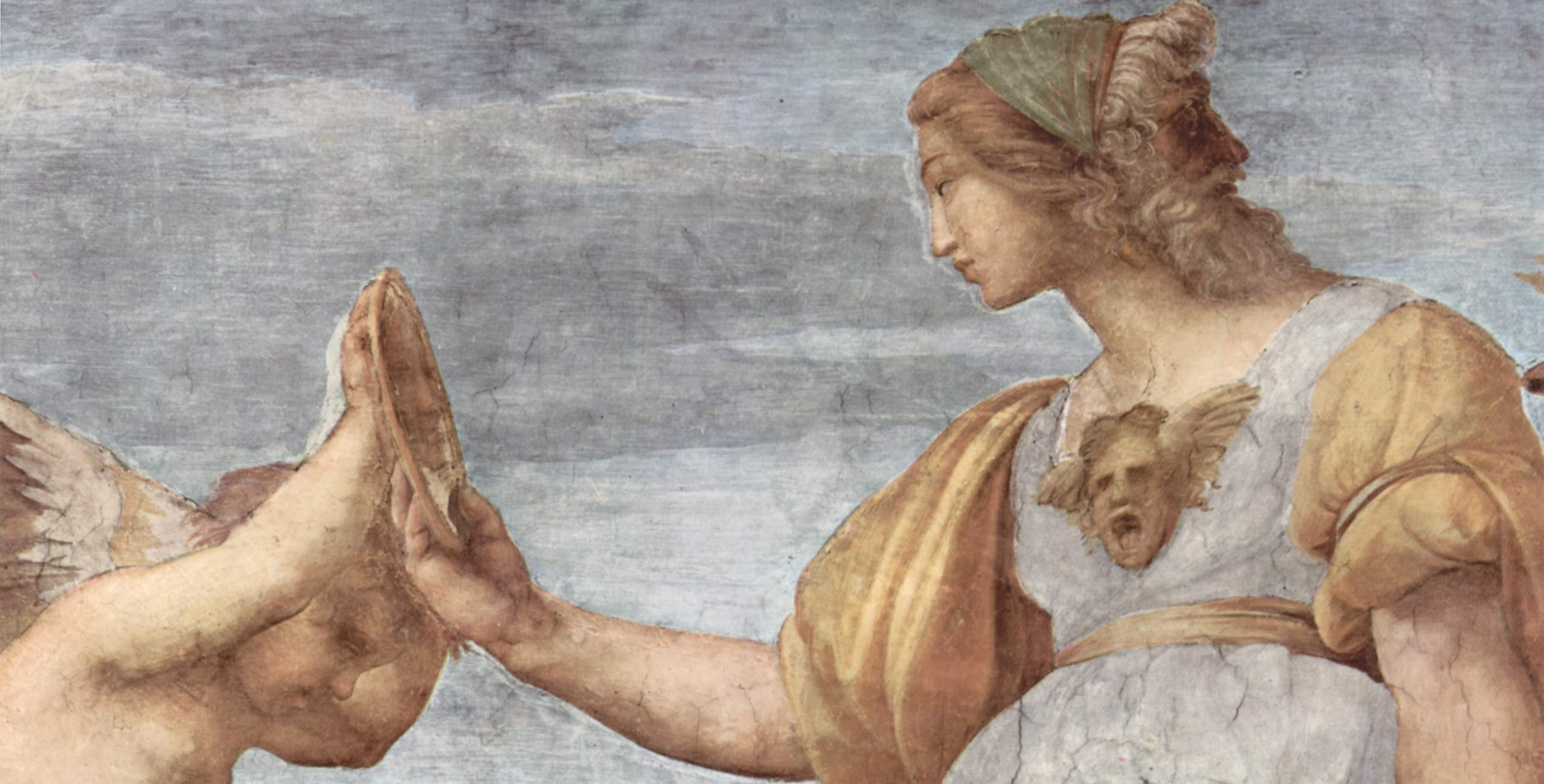
智德
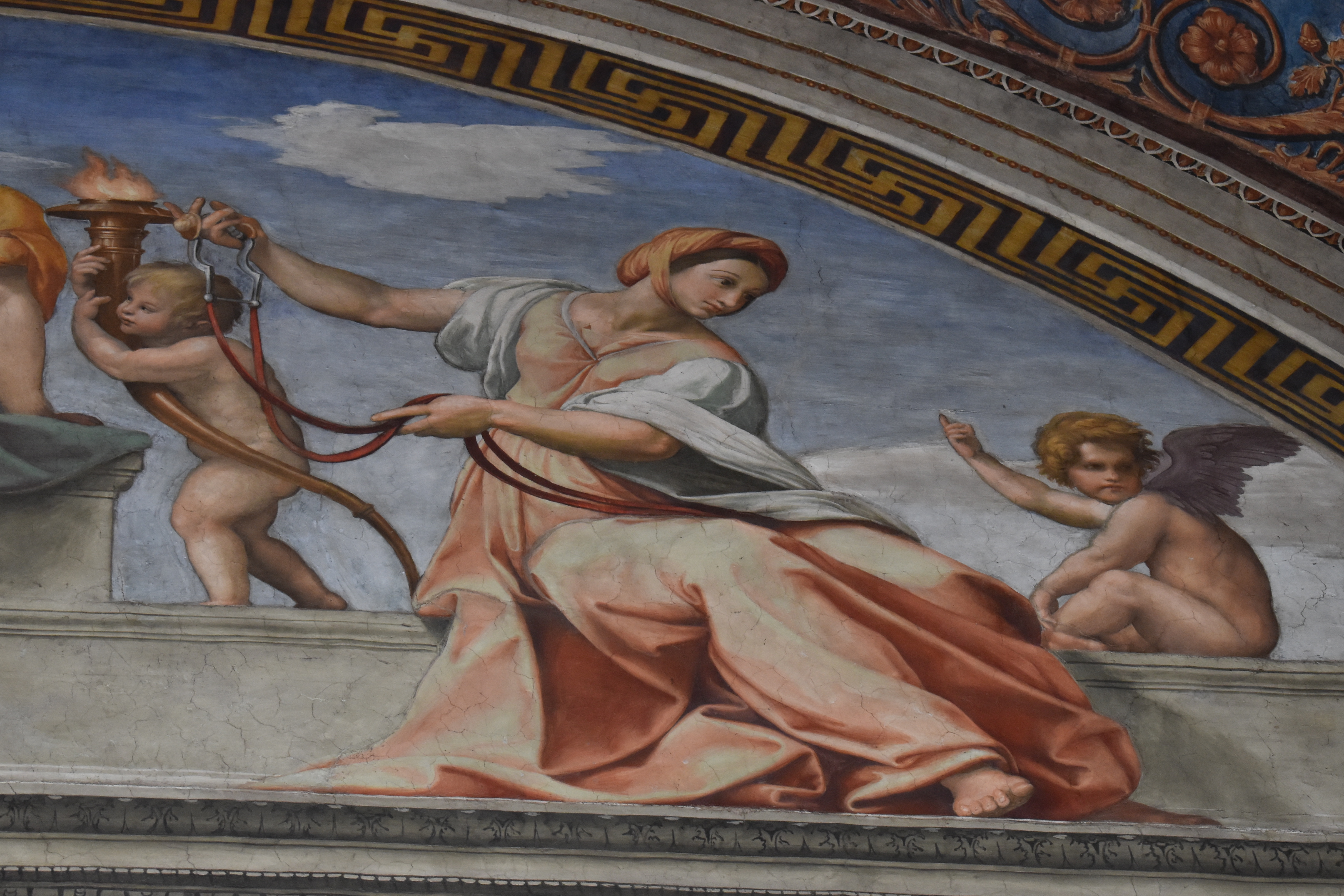
节德